# Platte knoop
De platte knoop is een van de meest gebruikte knopen. Met een platte knoop worden twee lijnen aan elkaar vastgemaakt die van een vergelijkbare touwsoort en dikte zijn, en die niet te glad zijn. Een platte knoop kan ook natuurlijk gebruikt worden om twee einden van eenzelfde lijn met elkaar te verbinden. Met slippende lussen er in gelegd, wordt het de knoop die je dagelijks in je veter legt.
Bij lijnen van ongelijke dikte kan beter een schootsteek of een dubbele schootsteek gebruikt worden.
De goed gelegde platte knoop trekt zichzelf vast en zal niet vanzelf los gaan. Legt men de knoop fout, door  de twee uiteinden van een lijn niet netjes naast elkaar te leggen, maar in een hoek ten opzichte van elkaar,  dan is het geen platte knoop maar een oudewijvenknoop. Die knoop slipt wel en zal los gaan.
De schoenveterknoop is een platte knoop met twee slippende einden.
Een variant op de platte knoop is de dievenknoop.

## Leggen en losmaken
Het leggen van de knoop is eenvoudig: leg de einden van het touw eerst rechts over links en dan links over rechts. Andersom levert hetzelfde resultaat. Tweemaal rechts over links of tweemaal links over rechts levert een oud wijf op. Voor het toevoegen van een slipsteek neem je één eind na de eerste overslag dubbel, voor een platte knoop met dubbele slipsteek na de eerste overslag beide einden dubbel.
Men kan een zeer strak getrokken platte knoop losmaken door het vaste en het losse eind aan een kant van de knoop met een forse ruk uit elkaar te trekken. De knoop breekt en kan daarna gemakkelijk uit elkaar genomen worden door de ontstane lus achterover te drukken.

## Gevaar bij oneigenlijk gebruik
De platte knoop is ongeschikt om twee lijnen met elkaar te verbinden die onder spanning komen te staan, bijvoorbeeld bij het dragen van een last. Sommige knoopgidsen beweren dat er met de platte knoop meer ongelukken gebeuren dan met alle andere knopen samen.
Om twee lijnen met elkaar te verbinden waarop wel spanning komt te staan is de vissersknoop al geschikter.